# Tunnel ferroviaire du Saint-Gothard
Cet article concerne le premier tunnel ferroviaire du Saint-Gothard, celui situé à haute altitude. Pour le second tunnel ferroviaire, celui situé à basse altitude, voir Tunnel de base du Saint-Gothard. Pour le tunnel routier, voir Tunnel routier du Saint-Gothard.
Le premier tunnel du Saint-Gothard, tunnel ferroviaire à double voie de 15 km de long, fut construit de 1872 à 1881, mille mètres plus bas que le col alpin du même nom, qui s'élève à 2 108 m. Il relie Göschenen au nord, dans le canton d'Uri à Airolo dans le canton du Tessin. L'entrée nord est à 1 106 m d'altitude, le point culminant à 1 151 m et la sortie à 1 142 m. Les trains parcourent le tunnel en onze minutes.
Le 11 décembre 2016, un nouveau tunnel ferroviaire, le tunnel de base du Saint-Gothard, a été mis en service après plus de dix-sept ans de travaux. Long de plus de 57 km, il est le tunnel le plus long du monde.

## Histoire

### Genèse du tunnel

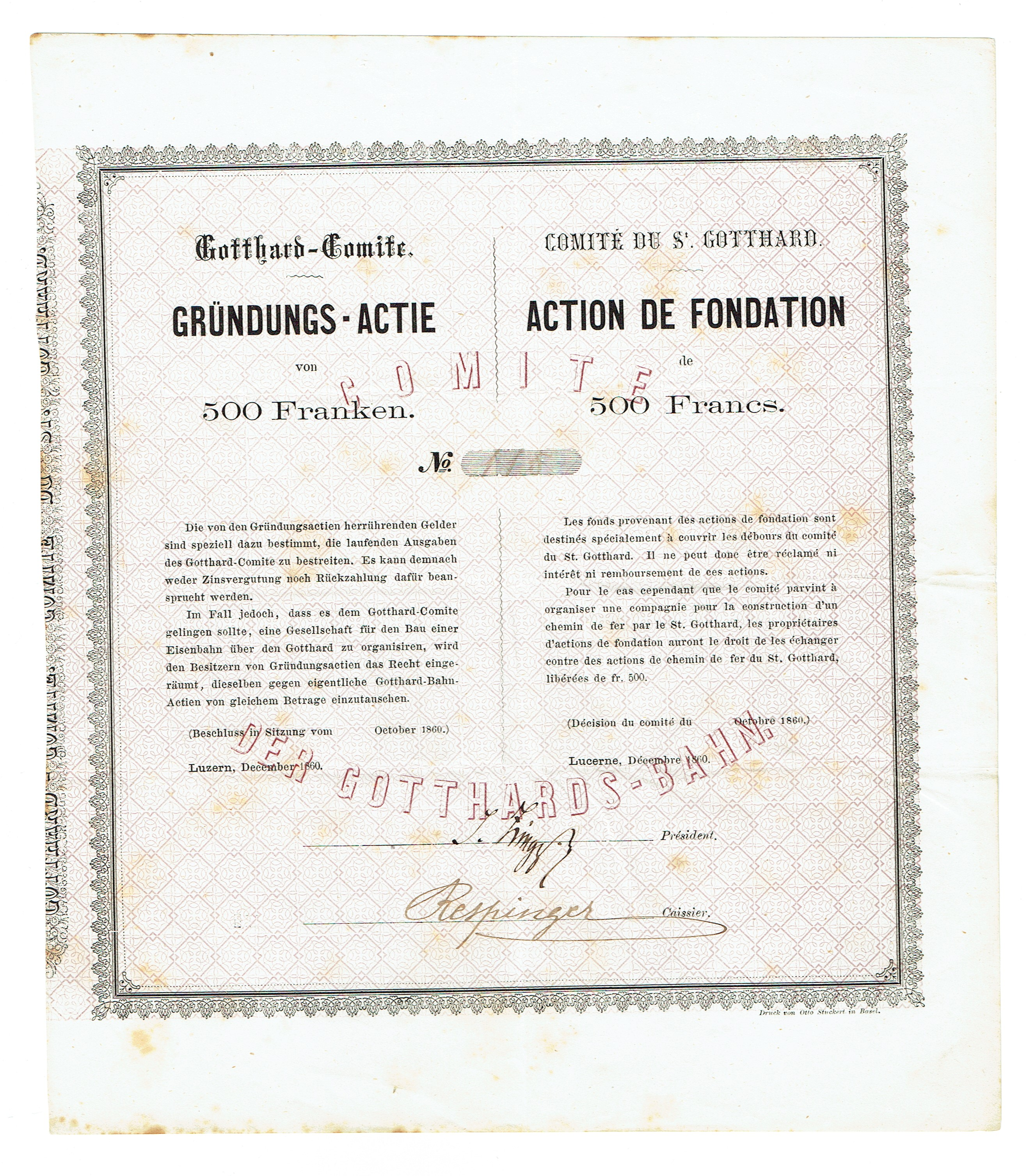
Action du Comité du St. Gotthard en date d’octobre 1860.

L'axe ferroviaire transalpin du Saint-Gothard fut imaginé dès 1851 par l'ingénieur Gottlieb Keller, qui mit ce projet à l'étude dès 1853. En 1863, quinze cantons ainsi que deux compagnies de chemin de fer formèrent une « Union du Gothard » pour soutenir cette idée. Trois ans plus tard, le Conseil fédéral approuva le projet en le préférant à celui d'un tunnel empruntant le Lukmanier (Grisons). Le comité du chemin de fer du Gothard a chargé dès l'année 1867 l'ingénieur Robert Gerwig en collaboration avec l'ingénieur A. Beckh d'étudier un projet d'un chemin de fer allant de Flüelen à Biasca et Locarno avec plans et devis avec des études spéciales sur un grand tunnel d'environ 15 km passant sous les sommités du Gothard.
La ligne ferroviaire du Saint-Gothard et son tunnel furent concédés à la Compagnie du chemin de fer du Saint-Gothard, fondée le 6 décembre 1871 et présidée par le principal artisan de l'Union du Gothard, le Zurichois Alfred Escher (fondateur du Crédit Suisse). Afin de réunir les fonds nécessaires, la Compagnie fit appel aux deux grands pays intéressés par l'ouverture de cet axe de communication nord-sud : l'Allemagne et l'Italie, signataires avec la Suisse d'un « traité du Gothard » (28 octobre 1871), investirent respectivement 20 et 45 millions de francs sur les 187 millions nécessaires. La Compagnie n'avait d'ailleurs pas hésité à soudoyer un député allemand, en lui versant 25 000 francs pour qu'il plaide la cause du projet au Reichstag.

### La pré-construction

#### Otto Gelpke
Quand, après de longues négociations, les initiateurs du tunnel ferroviaire du Gothard purent se consacrer aux problèmes techniques, les extrémités du tunnel furent choisies selon des critères topographiques et géologiques. Il s’agissait de points séparés par des kilomètres de montagnes aux sommets parfois même inaccessibles et il appartenait alors à un géomètre de déterminer l’azimut, la distance et la pente entre ces deux points et d’en déduire les directions d’attaque.
La mission de définir les directions d’attaque fut confiée en 1869 au jeune ingénieur Otto Gelpke. Il créa, comme on le faisait déjà avec succès depuis deux siècles, un réseau de triangulation. Composé de onze triangles, celui-ci reliait les sommets entre Göschenen et Airolo. Il équipa chaque sommet de piliers en pierre de taille, sur lesquels on pouvait fixer soit un signal, soit un théodolite. Gelpke fit alors construire des maisonnettes-observatoires à toit mobile sur deux points du réseau situés sur l’axe théorique, en retrait des deux portails de Göschenen et d’Airolo, puis fixa dans le rocher au-dessus des futurs portails des cibles définissant ainsi l’axe du tunnel. Ce dispositif devait garantir durablement la position et la direction théorique du tunnel, protéger les instruments qui guideraient les premiers hectomètres de percement et permettre un contrôle d’azimut par des observations astronomiques. Il autorisait surtout l’utilisation, à la place du théodolite, d’une simple lunette d’alignement pour l’implantation progressive de l’axe rectiligne.
En haute montagne, il mesura avec soin, soit vingt-quatre fois chacun, tous les angles du réseau. Le massif du Gothard constituant une frontière climatique, la nébulosité ne permettait que rarement d’observer simultanément dans toutes les directions, ce qui compliquait le travail du topographe. Tout fut pourtant exécuté en quelques mois, ce qui constitue un exploit compte tenu des moyens de l’époque. Une analyse ultérieure des mesures de Gelpke atteste une précision des directions de 0,7 milligrade (mgon), ce qui correspond à la largeur du petit doigt à une distance d’un kilomètre. En 1872, alors que le percement du tunnel devait débuter, la direction des travaux se vit contrainte de déplacer le portail sud d’environ 150 mètres, ce qui entraîna une modification de la direction du tunnel. Une nouvelle triangulation n’aurait pas été nécessaire pour y remédier. Si la direction des travaux s’est cependant décidée à faire observer un second réseau, c’est qu’elle voulait bénéficier des meilleures assurances possibles aux vues de la jonction des galeries.

#### Carl Koppe
La direction des travaux engagea alors Carl Koppe (1844-1910). Par souci d’indépendance, celui-ci adopta un réseau différent de celui de Gelpke, avec de longues visées entre les extrémités nord et sud. Koppe introduisit une méthode de calcul révolutionnaire. En l’appliquant globalement à l’ensemble des mesures, il améliora la fiabilité des résultats en réduisant l’erreur moyenne sur une direction à 0,3 mgon. Par rapport à Gelpke, il obtint une différence d’orientation de l’ordre de 0,2 mgon à Airolo et à Göschenen et une influence globale du réseau inférieure à quatre centimètres sur l’erreur de percement : le travail de Gelpke aurait suffi et Koppe en apportait la preuve, tout en fournissant un prodigieux matériel de mesure expérimental pour le développement des méthodes de compensation des réseaux géodésiques, des méthodes dont on ne saurait se passer aujourd’hui.

### La construction

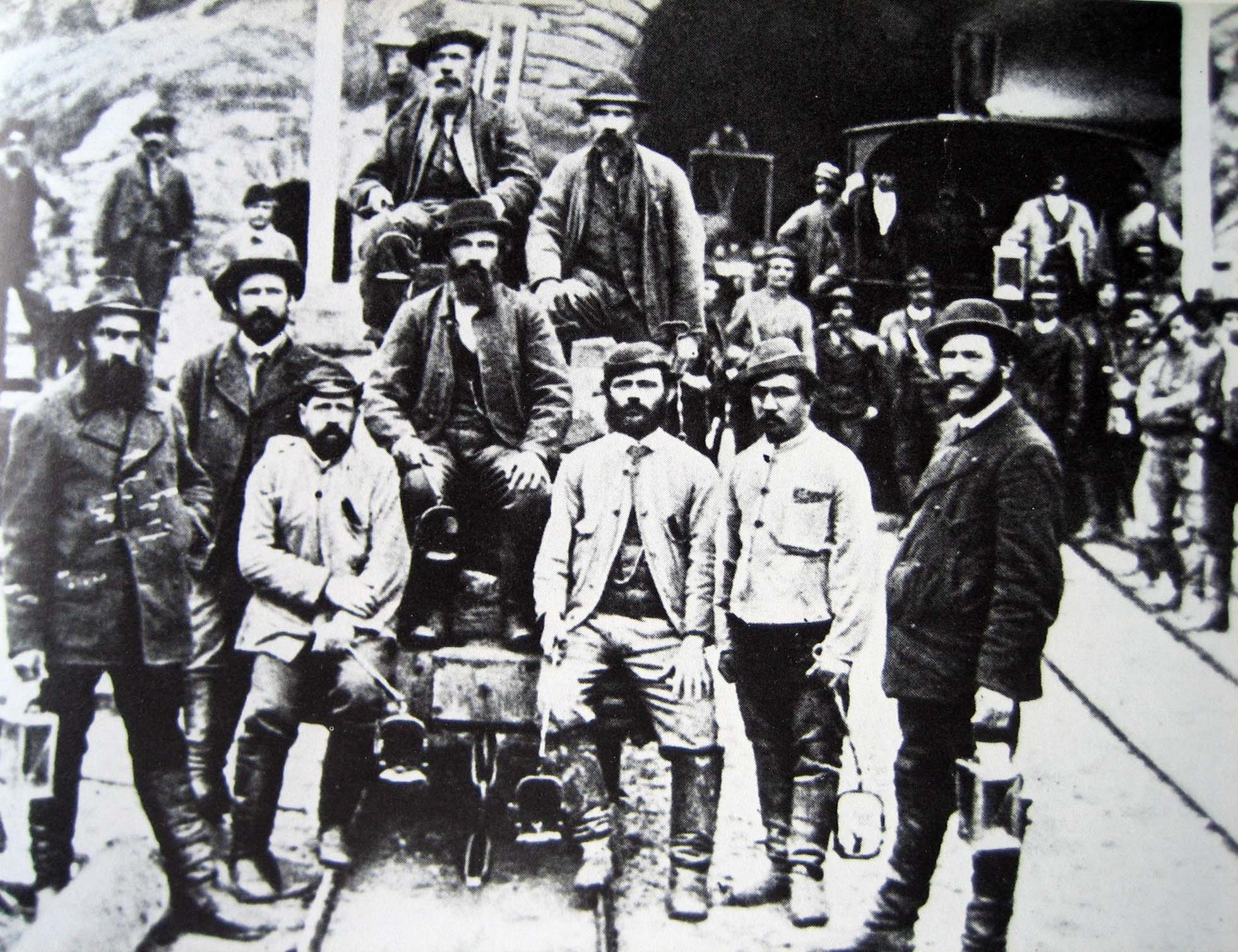
Ouvriers du chantier de la ligne.

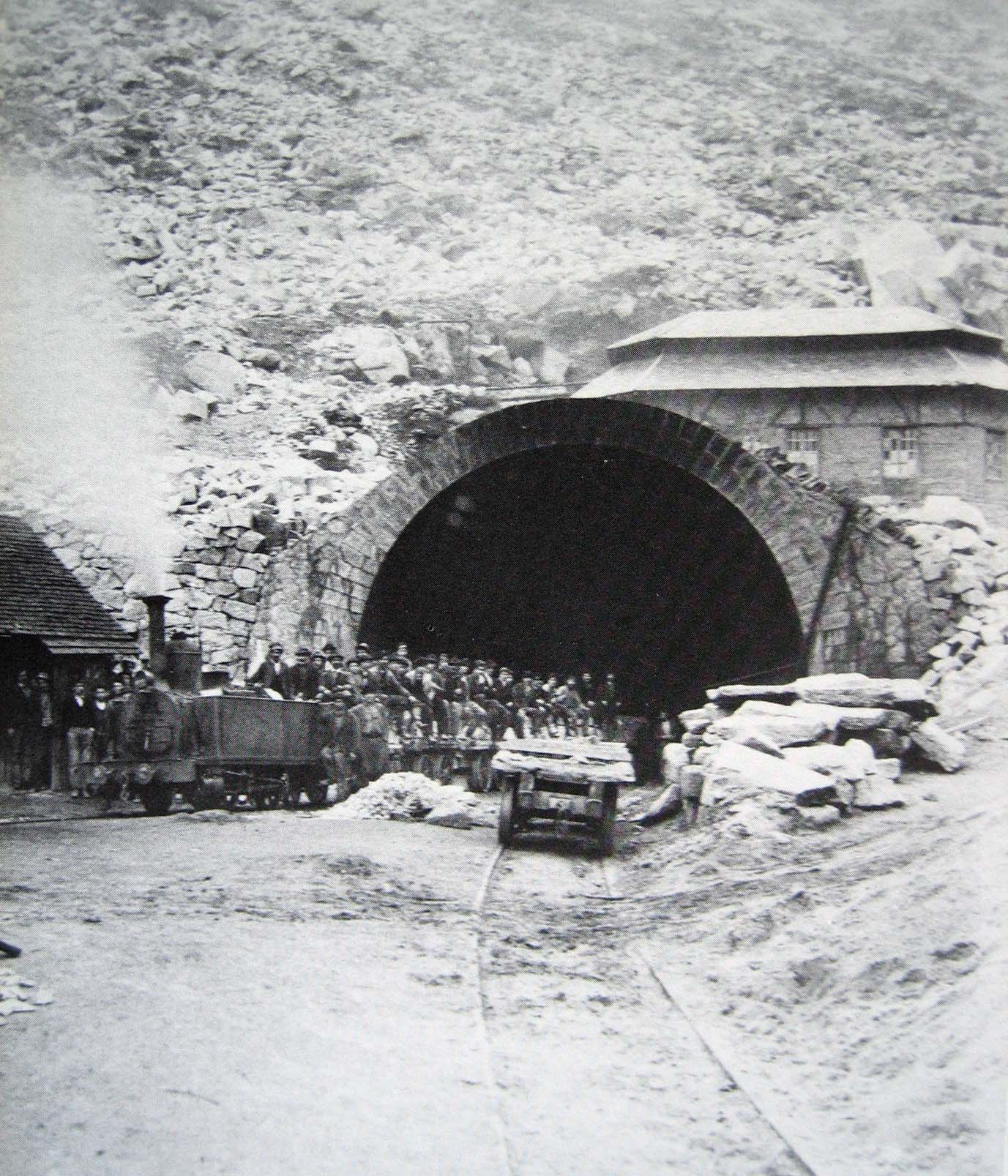
Portail nord en 1875.

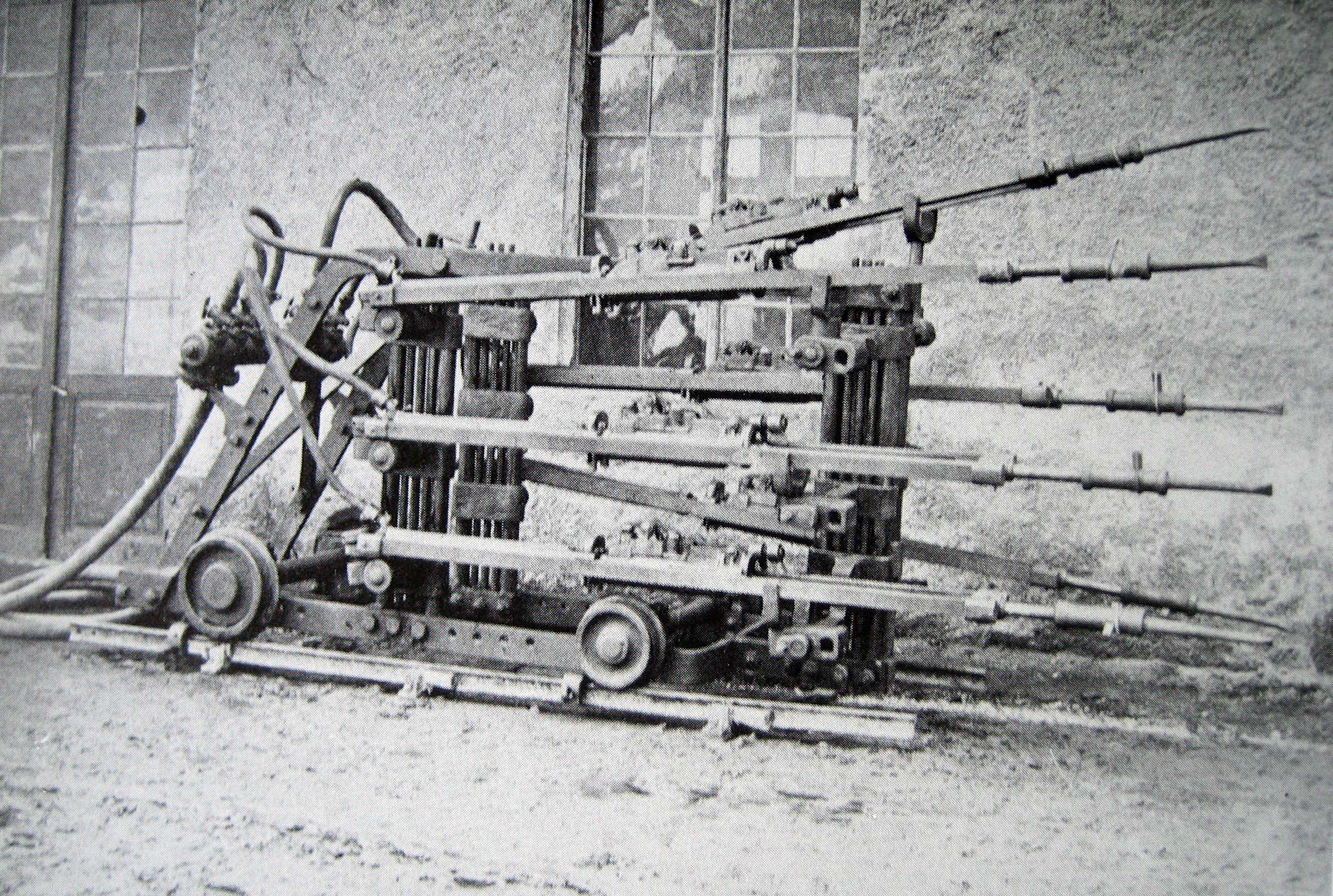
Perforatrice pneumatique de 1873.

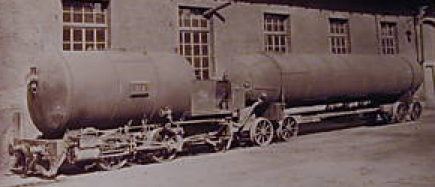
Locomotive à air comprimé vers 1875.

La construction du tunnel, après un appel d'offres international avec un délai très court, fut attribuée le 7 août 1872 à la société basée à Genève « Entreprise du Grand Tunnel du Gothard » société en commandite, dirigée par Louis Favre, ingénieur genevois. Il avait l'espoir d'être en mesure d'utiliser l'expérience acquise dans la construction du tunnel du Mont-Cenis récemment achevé. À cet effet, Favre s'est assuré l'engagement des mineurs et ingénieurs de ce précédent chantier, tandis que le matériel périmé utilisé dans cette construction lui a été imposé par la convention. Jean-Daniel Colladon est l'ingénieur conseil de l'entreprise du grand tunnel du Gothard pour les questions concernant les compresseurs, la fourniture de l'air comprimé et leur entraînement, les perforatrices ainsi que pour d'autres problèmes hydrauliques ou techniques.
Une des conditions de l'adjudication fixait à huit ans la durée du chantier. Si le temps de construction convenu était dépassé, il était menacé d'une amende de 5 000 francs par jour de retard, la première demi année et 10 000 francs pour la période suivante. En cas de fin anticipée du chantier, le montant de la prime serait identique. Aucune clause de force majeure ou d'imprévu n'avait été prise dans ce contrat inique signé par Favre qui ne comprenait pas l'allemand et qui jusque-là n'avait eu aucun problème avec les entreprises contractantes françaises avec lesquelles il avait travaillé. Il faut ajouter que L. Favre se fiait aux spécifications indiquées dans le cahier des charges concernant les débits des cours d'eau devant produire la force hydraulique pour les machines servant au percement du tunnel ainsi qu'aux hypothèses géologiques.
La construction a débuté à Airolo au portail sud le 13 septembre 1872 et le 24 octobre de la même année au nord (Göschenen). À la fin de celle-ci, 101 mètres furent percés à la main du côté sud et seulement 18 mètres du côté nord.
Au cours du percement du tunnel de nombreuses avancées techniques furent faites : l'utilisation de perforatrices pneumatiques performantes et l'utilisation dès 1873 de la dynamite qui remplaça la poudre noire utilisée comme explosif au tunnel du Mont-Cenis. Malgré tout, les rapports entre la compagnie du chemin de fer et l'Entreprise du Grand Tunnel du Gothard furent dès l'adjudication des travaux exécrables principalement à cause d'une différence de culture entre la vision française de l'équipe de Louis Favre et celle toute germanique de la compagnie du Saint Gothard, mais aussi à cause des ordres et contre-ordres reçus. Ce n'est qu'au troisième ingénieur en chef, Gustave Bridel ingénieur ECP, nommé par cette dernière que les rapports s'améliorèrent. La pression due au délai contractuel très serré explique peut-être le peu d'attention qui fut accordée aux conditions de travail des ouvriers.
Ces derniers, originaires pour la plupart de la région du Piémont et de Lombardie en Italie, durent vivre en effet dans des conditions particulièrement difficiles, entassés dans des baraquements exigus et privés de tout confort. Les habitants des vallées ont largement profité et exploité l'arrivée de ces ouvriers. Quant aux conditions de travail, elles étaient dramatiques en raison des accidents, de la chaleur régnant dans les galeries (près de 33 °C) ou de l'atmosphère polluée par les poussières : 307 ouvriers y trouvèrent la mort, sans compter les 900 victimes de maladies comme la silicose ou en raison de la chaleur et de l'humidité, de l'ankylostomose, une maladie parasitaire responsable d'anémie. Sa présence est l'objet d'une controverse, certains médecins ayant nié son existence, mais est définitivement attestée par le médecin Édouard Bugnion,.
Les ouvriers, dont l'effectif varia entre 2 000 et 4 000, étaient payés entre 4 et 5 francs par jour, mais il fallait retrancher à cette somme les frais de logement et de nourriture (2,50 francs) ainsi que l'achat du matériel et une retenue de 30 centimes par jour pour l'huile des lampes.
Favre a augmenté le nombre de travailleurs en permanence. À Göschenen ont travaillé un maximum de 1 645 ouvriers et de 1 302 à Airolo. Le 27 juillet 1875, une grève éclata à Göschenen. Au nombre d'environ deux mille, les ouvriers demandaient un franc de plus par jour et que les 24 heures de la journée fussent réparties, non plus en trois, mais en quatre équipes. En outre, l’entrepreneur, lorsqu’il remettait, avant la fin du mois, des acomptes aux ouvriers sur leur paie, leur donnait non de l’argent, mais des bons en papier. Comme les aubergistes et les marchands n'acceptaient ce papier qu’en déduisant un escompte, les travailleurs se voyaient obligés, s’ils ne voulaient pas subir cette perte, d’acheter leurs vivres et autres objets de consommation dans les magasins de l’entreprise.

À cause de ces mouvements protestataires, inquiets à l'idée de prendre du retard et de devoir verser des indemnités, Favre absent, ses adjoints firent appel au gouvernement uranais, qui envoya quelques policiers, bientôt renforcés par une vingtaine de miliciens civils armés et inexpérimentés (auxquels l'Entreprise Favre fut contrainte de verser une indemnité de 3 000 francs). Le 28 juillet, et après une charge à la baïonnette (accueillie à coups de pierre par les grévistes), la milice d’Uri ouvrit le feu qui fit quatre morts, une dizaine de blessés et treize prisonniers. Le 29 juillet, une partie des grévistes reprit le travail, les autres quittèrent la Suisse[source insuffisante]. Cet incident relança le débat sur les conditions de travail et la protection des travailleurs.

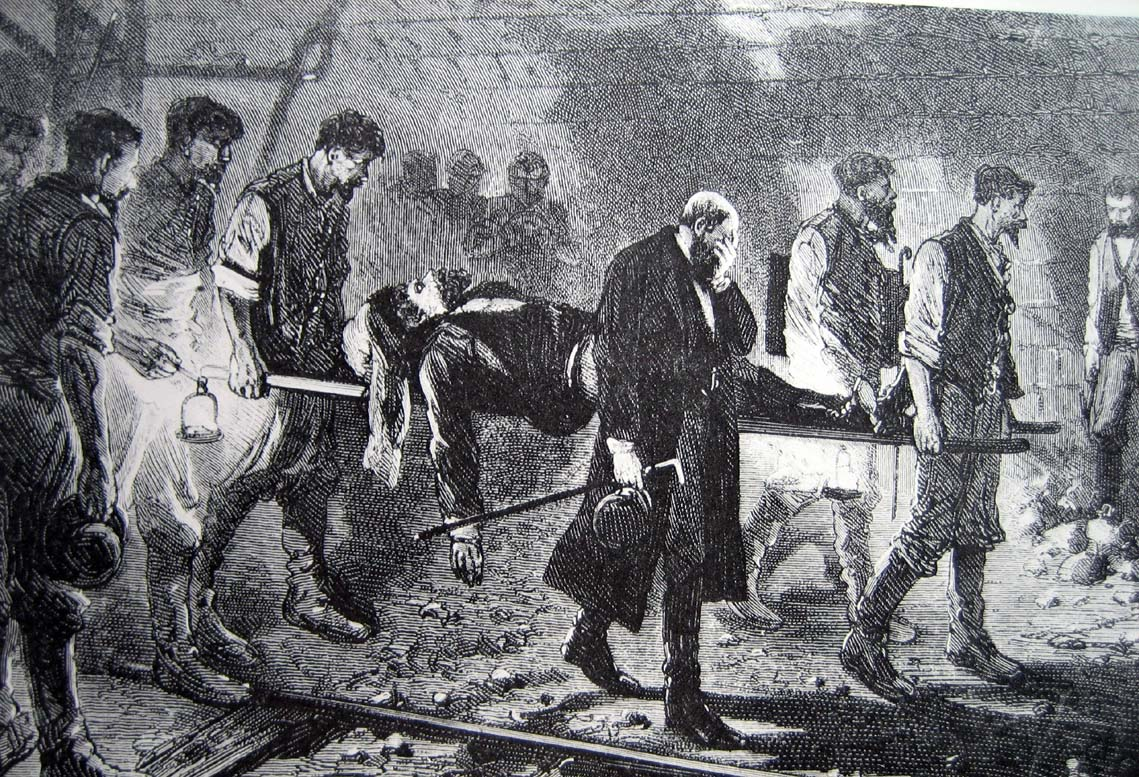
La mort de l'ingénieur Louis Favre sur le chantier, en 1879.

Louis Favre, qui avait rencontré des difficultés imprévues en raison de la nature du sol et dut faire face à des dépassements du devis constatés dès 1876, fit un malaise au kilomètre « 3 », lors d'une visite d'inspection du chantier et mourut à l'intérieur du tunnel d'une rupture d'anévrisme le 19 juillet 1879 à l'âge de 53 ans. La direction de l'entreprise a été reprise par l'ingénieur français Édouard Bossi. Les équipes de construction du nord ont entendu pour la première fois, le 24 décembre de la même année, le bruit des explosions produit par les équipes de construction du sud. Seulement 422 m séparaient alors les deux sites. Après sept ans et cinq mois, ce fut le samedi 28 février 1880 à 18 h 45 que la première perforatrice traversa la paroi depuis le front d'attaque nord du tunnel. Par ce trou, les ouvriers passèrent une boîte contenant une image de Favre à l'autre équipe. Le dimanche 29 février, le percement fut totalement achevé ; le décalage entre les deux galeries fut de 33 cm sur la transversale et seulement de 5 cm sur la hauteur.
Pour la construction de ce tunnel furent utilisées pour la première fois des locomotives à air comprimé pour excaver les matériaux hors du tunnel. Ces locomotives avaient l’avantage de ne produire ni fumées ni gaz toxiques difficiles à évacuer dans un tunnel.
Il est intéressant de souligner que les lignes d'accès au tunnel construites par les propres chantiers de la compagnie du Chemin de fer du Gothard ne furent achevées qu'après l'achèvement du grand tunnel. Au total, la mise en service fut retardée de deux ans (début des travaux le 13 septembre 1872, inauguration du tunnel au trafic le 25 mai 1882) et la Compagnie du Gothard attaqua les héritiers de Louis Favre en justice. Le rapport final de la Confédération suisse sur la construction du tunnel du Gothard présentait un coût final de 66,67 millions de francs. Par rapport au devis de 1869 de 59,6 millions de francs, il en résultait un dépassement de 11,9 %.
J.-Daniel Colladon s'exprime ainsi : « En analysant les causes qui ont surtout contribué à la rapidité extraordinaire du percement du Saint-Gothard, à côté des mérites personnels de Louis Favre, on doit insister surtout sur les points suivants :
1. Le plan général d’exécution, suivi dès l’origine par Louis Favre ;
2. Les perfectionnements importants et nombreux adoptés pour les installations mécaniques et l’utilisation rationnelle des forces hydrauliques disponibles ;
3. L’emploi de nouveaux compresseurs d’air à grande vitesse dans lesquels des améliorations importantes et l’injection d’eau pulvérulente permettaient de comprimer l’air à plusieurs atmosphères sans réchauffement notable ;
4. L’usage de divers systèmes nouveaux de perforatrices très perfectionnées et des affûts de formes variées, permettant de donner une grande extension à la perforation mécanique et de mieux utiliser la puissance de travail de l’air comprimé ;
5. L’adoption de la dynamite remplaçant la poudre comprimée dont on s’était servie au mont Fréjus ;
6. L’emploi de nouvelles locomotives mues par l’air comprimé à 12 et 14 atmosphères, servant au transport dans toutes les parties du tunnel où l’excavation de la cunette était assez avancée pour qu’on pût y placer une voie de chemin de fer large d’un mètre.

Le système général d’exploitation adopté par l’entrepreneur, était lié à l’attaque du tunnel par le haut ; au mont Fréjus, la galerie d’avancement avait au contraire été pratiquée par le bas. Ce dernier système, préférable peut-être dans les terrains meubles, ne se prête pas aussi bien dans le rocher solide à un rapide avancement de l’excavation et du revêtement de la voûte… ».
Plus tard, il déclare :
« Au Saint-Gothard, Louis Favre qui s'est élevé seul, entreprend un tunnel incomparablement plus difficile, avec la chaîne d'un contrat léonin, où toutes les clauses sont une menace contre lui. Le tunnel de quinze kilomètres est percé en sept années et cinq mois, son coût est de dix à douze millions moindre que celui du mont Cenis, et Favre meurt victime des persécutions qu'il a endurées et la Compagnie du Gothard qu'il a sauvée d'une liquidation probable, n'a pas de plus grande préoccupation après son décès que de s'emparer des millions de son cautionnement en ruinant à fond sa famille et en spoliant les commanditaires ».

### Tunnels hélicoïdaux

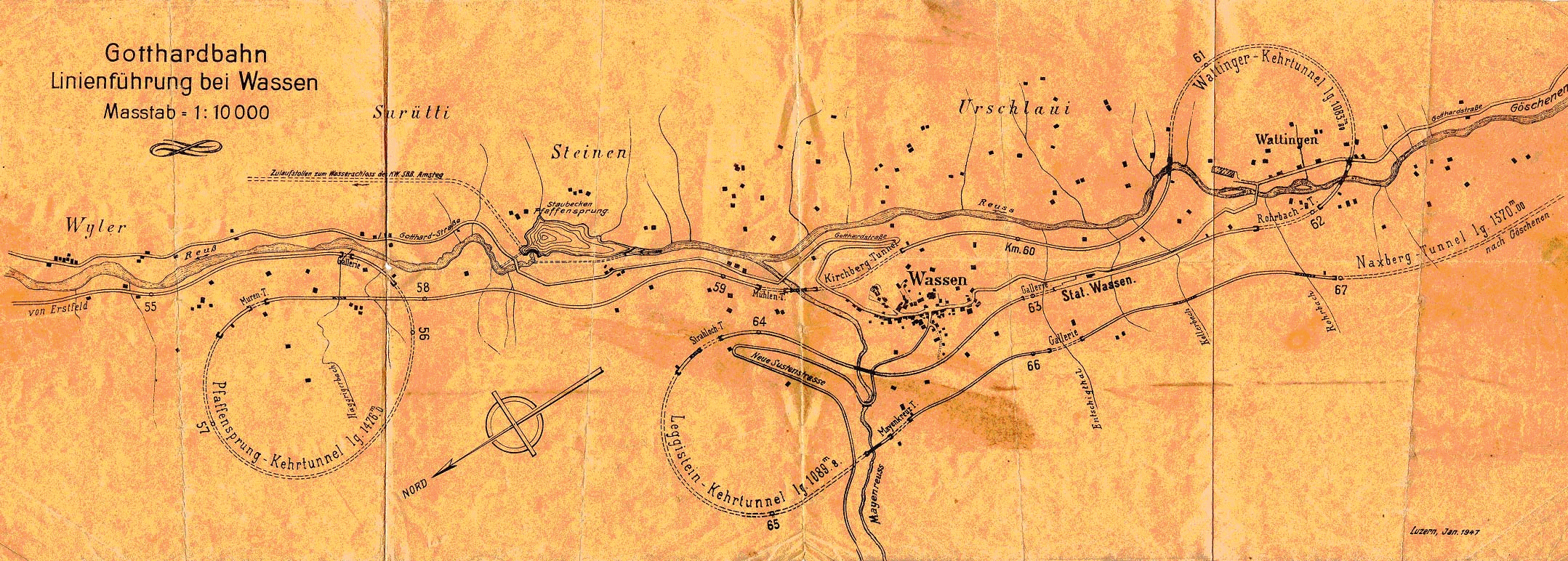
Tunnels hélicoïdaux du Gothard, région de Wassen.

L’implantation des sept tunnels hélicoïdaux à proximité du portail nord fut bien moins délicate que celle du tunnel principal, contrairement à ce qu’imagine le grand public : la longueur restreinte de ces ouvrages écartait le risque d’une dérive importante de l’axe. Koppe a résolu le problème en créant à proximité des tunnels de petits réseaux locaux incluant les éléments géométriques principaux de ces courbes : points d’entrée et de sortie ainsi que leurs tangentes. Il en a publié les schémas dans la revue Eisenbahn des 7 et 14 août 1880.
Les travaux des rampes d'accès au grand tunnel ont été achevés après le percement et la terminaison de ce dernier. Ces chantiers étaient effectués directement sous la responsabilité de la Compagnie du chemin de fer.

### Défense du tunnel

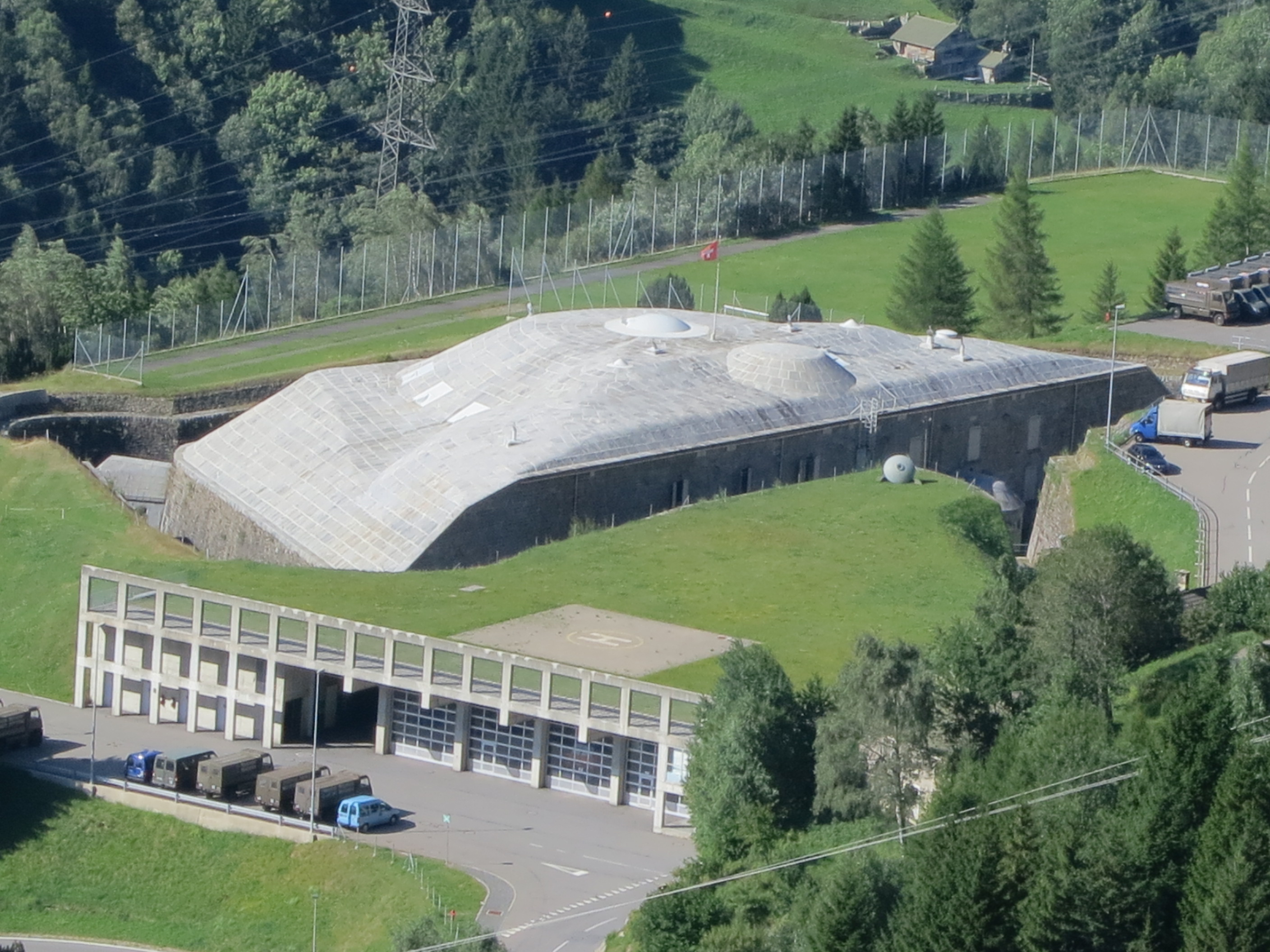
Fort d'Airolo.

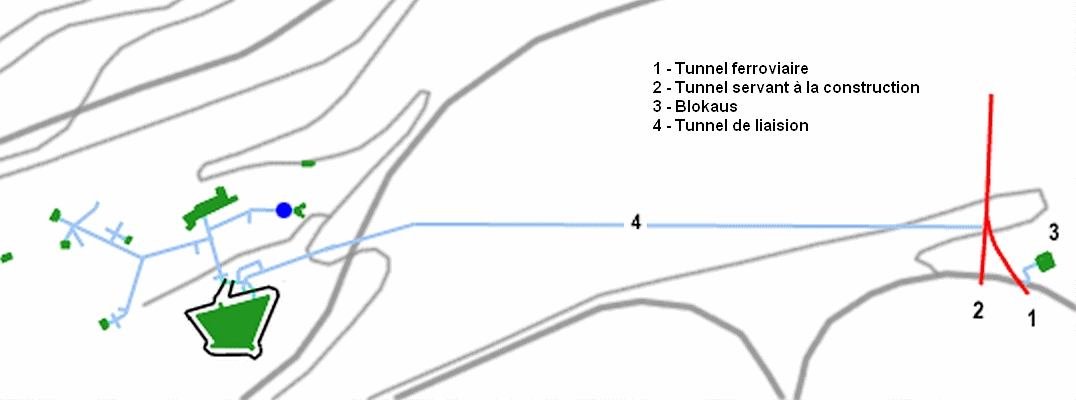
1 - Couloir de liaison du fort d'Airolo.

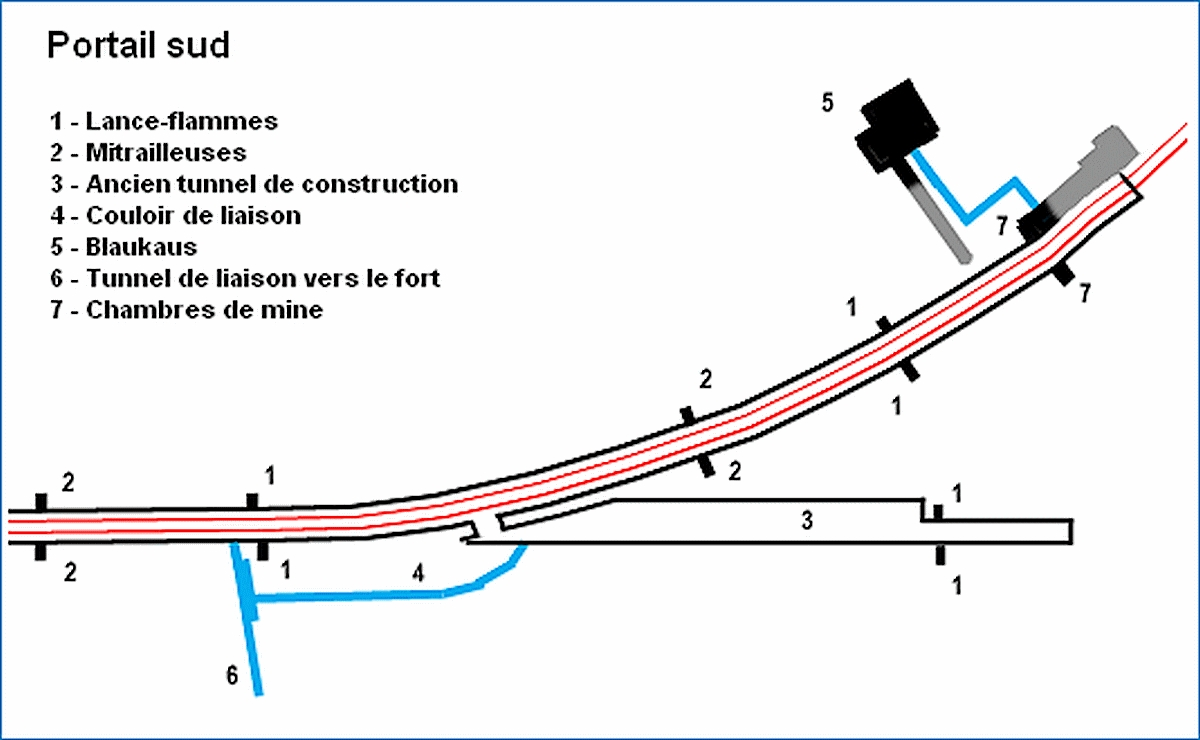
2 - Détail de la défense du portail sud.

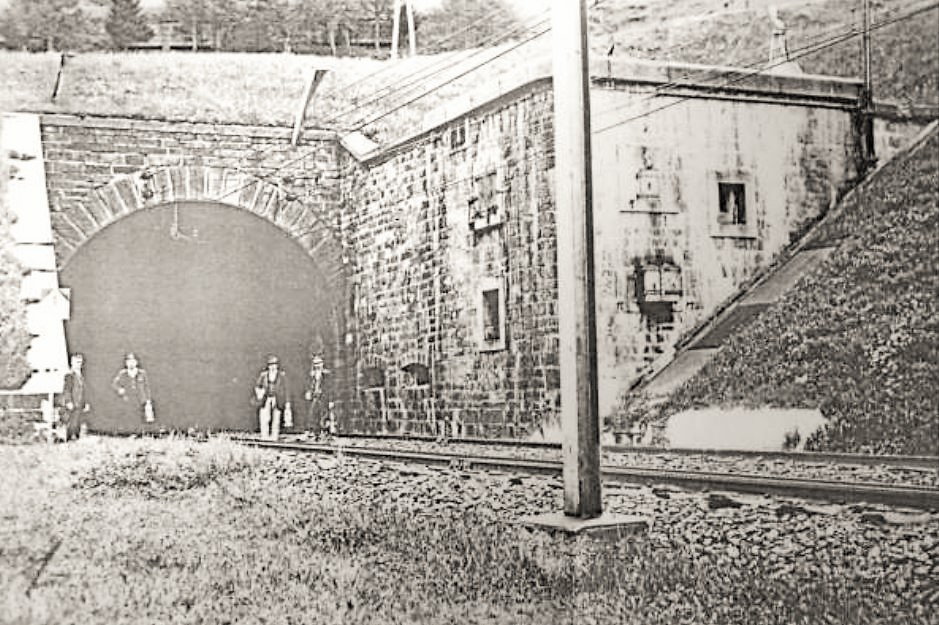
3 - Corps de garde aux alentours de 1890.

Des rumeurs couraient toujours sur une installation militaire secrète dans le tunnel ferroviaire du Saint-Gothard. Elle comporterait divers dispositifs, dont entre autres un tunnel de liaison entre le tunnel du chemin de fer et le fort d'Airolo (de), situé plus haut sur la route du col du Saint-Gothard. Lors de la construction du tunnel ferroviaire, l'armée suisse étudia la défense du front sud. Trois années furent nécessaires pour cette planification. Il fut alors décidé de construire un fort au-dessus d'Airolo, à proximité de la route menant au col, ainsi qu'un corps de garde (voir image 3) et une casemate situés à l'entrée sud du tunnel ferroviaire. Ces plans furent changés à maintes reprises et des constructions ainsi que des aménagements supplémentaires furent alors réalisées.
En 1887, la construction du fort d'Airolo débuta et fut achevée en 1889. Il fut aussi reconnu comme le fort le plus moderne d'Europe. Il avait pour mission de protéger le tunnel ferroviaire du Gothard, ouvert en 1882. Cette année-là, l'Allemagne, l'Italie et l'Autriche s'étaient constituées en alliance contre la France. Pour disposer en tout temps d'un accès à l'installation de protection depuis le nord, une galerie fut percée. Longue de 1,3 km, elle débouchait à une cinquantaine de mètres de l'entrée du tunnel ferroviaire (voir image 1). En cas d'urgence, l'armée suisse envisageait de boucler l'accès sud de la galerie et de contrôler l'entrée nord du tunnel depuis le fort.
La construction du tunnel de liaison entre le fort et le tunnel ferroviaire avait pour but de permettre de communiquer sans courir aucun danger, comme des tirs ennemis ou des avalanches, mais également de permettre le déplacement des troupes en toute discrétion. Ce tunnel est entièrement revêtu de granit et son sol était dallé. À deux endroits, le long de celui-ci, se trouve un élargissement qui permet de se croiser facilement, mais également d'y déposer du matériel.
L'accès à celui-ci se situe dans un fossé proche de l'entrée du fort et il aboutit à une cinquantaine de mètres avant le tunnel ferroviaire dans une section plus grande, fermée par une porte blindée (voir image 2). Avant celle-ci, le tunnel s'élargit permettant ainsi de réduire la pression due aux passages des trains et, quelques mètres avant, un autre couloir part sur la droite aboutissant dans l'ancien tunnel qui servit auparavant pour la construction du tunnel ferroviaire. C'est celui-ci qui servait d'ordinaire à l'accès au tunnel de liaison. Un important bâtiment qui servait de local de garde se situe à l'entrée du tunnel ferroviaire et il est équipé d'ouvertures munies de volets métalliques et d'embrasure de tir.
À l'intérieur du tunnel ferroviaire, à environ 50 et 100 mètres, deux positions de lance-flammes sont installées, ainsi que deux autres niches pouvant être équipées de mitrailleuses. L'ancien tunnel, qui servit pour la construction, est également muni de mêmes niches. L'entrée nord du tunnel ferroviaire est également fortifiée, mais seulement de l'extérieur. Un escalier souterrain permettait de gagner, depuis le corps de garde, la galerie de fusiliers située en peu plus haut de l'entrée tunnel ferroviaire. Les deux portails sont protégés par des chambres de mines permettant ainsi la destruction des entrées et de faire ainsi cesser le trafic nord-sud, si important pour l'Allemagne et l'Italie.
Son existence ne fut révélée qu'en 2009, lors de la cérémonie du 120e anniversaire du Saint-Gothard,,.

### Spécification
À noter que le portail nord du tunnel comporte deux tubes. Le second fut construit en 1960 et, quatre-vingt mètres après, il rejoint le tube principal.

### L'avenir
À la suite de l'inauguration du tunnel de base en décembre 2016, l'avenir de la ligne du Saint-Gothard qui emprunte le tunnel « historique » se pose pour les autorités. Celles-ci prévoient d'effectuer en 2025 une évaluation afin de décider s'il y a lieu d'y effectuer des investissements à long terme. Un classement de ligne au patrimoine mondial de l’UNESCO, à l'instar du chemin de fer rhétique de l'Albula et de la Bernina dans les Grisons, n'a pour l'instant pas abouti.

## L’exploitation

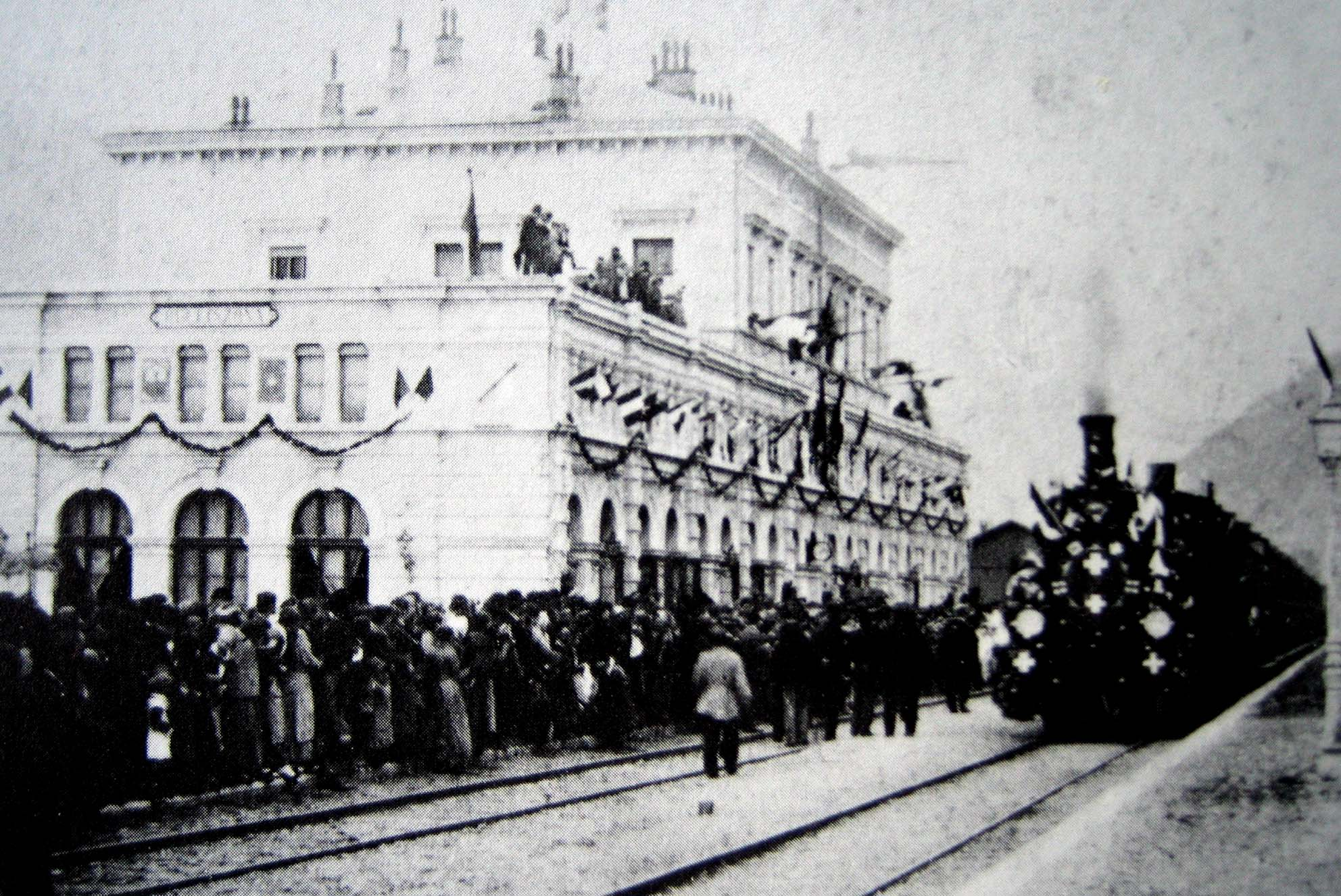
Bellinzona 1882.

Du 22 au 25 mai 1882 a été célébrée l'inauguration avec plus de 600 clients venus de toute l'Europe, cependant, Alfred Escher n’a pas participé.

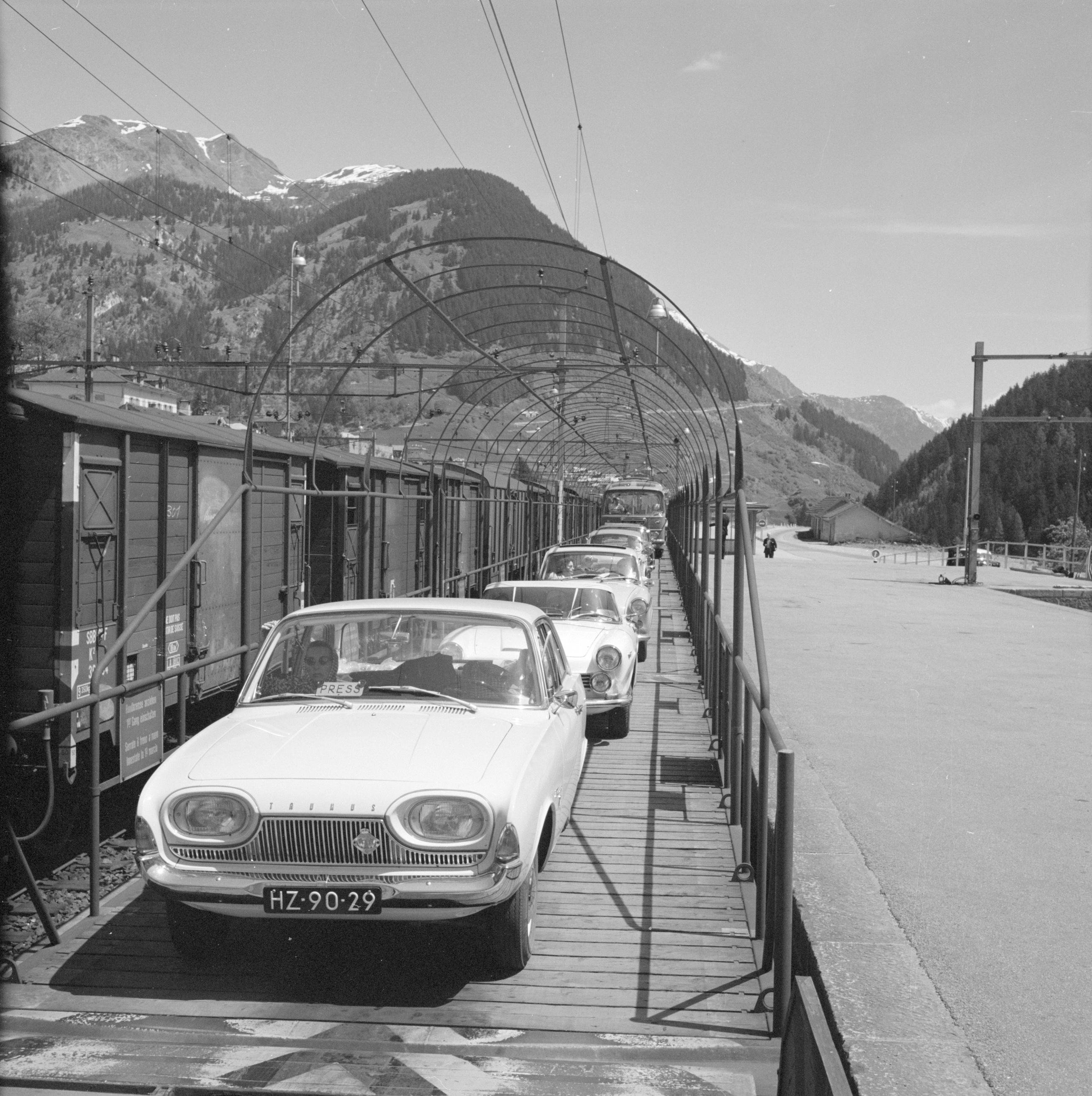
En 1964, automobiles et autocar embarqués sur des wagons plats en gare d'Airolo, pour le franchissement du tunnel ferroviaire. Ce service de transport d'automobiles accompagnées est supprimé le 5 septembre 1980, à l'ouverture du tunnel routier. Photographie de Willem van de Poll.

Le tunnel fut ouvert au trafic le 1er juin 1882 de Lucerne à Chiasso (frontière italienne), sur une section opérée par la compagnie ferroviaire Gotthardbahn, avec des locomotives à vapeur. Le premier sac de courrier fut transporté par Alois Zgraggen (1822-1888), conducteur de la dernière diligence qui a circulé sur la route du col. En 1883, première année complète de l’exploitation de la ligne du Saint-Gothard, 250 000 voyageurs et 300 000 tonnes de marchandises ont transité par le tunnel. La ligne fut ensuite reprise par les CFF en 1909 à la suite de la signature, avec l'Allemagne et l'Italie de la convention du Gothard.
En 1897, tous les jours, 61 trains passaient par le tunnel. À travers la fumée des locomotives à vapeur, les travaux d'entretien du chemin de fer ont été beaucoup plus difficiles. Par conséquent, un système de ventilation fut installé en 1902 avec une capacité de 800 ch en fonctionnement. Avec le soutien des vitesses naturelles de l'air de courants d'air ont été atteints au nord de portail et de 2,2 à 3,0 m/s au portail sud de 2,6 à 3,6 m/s.
Le tunnel fut électrifié en 1920, initialement avec une tension d'alimentation réduite à 7,5 kV à cause des défauts d’isolation dus à la suie déposée sur les isolateurs par la fumée des locomotives à vapeur qui continuaient à circuler. Un an plus tard, la traction vapeur fut entièrement remplacée par la traction électrique et la tension d'alimentation dans le tunnel put être augmentée à 15 kV le 29 mai 1921 pour être homogène avec le reste de la ligne.
Dès la première année le trafic dépassa 1 million de voyageurs pour croître progressivement jusqu'à 5 millions en 1956, cette ligne devint le principal axe traversant la chaîne alpine du Nord vers le Sud. La vitesse moyenne qui était de 31 km/h en 1882 fut portée à 45 km/h en 1922 après l’électrification puis à plus de 60 km/h en 1956.

## Commentaires
Le chantier fut autorisé sur la base de fausses données. MM. Gerwig et Beckt dans le projet 1864-1865 de percement et le rapport technique publié en 1865 affirment en effet : « on ne manquera pas de puissantes chutes d’eau sur les deux versants du Gothard ; la Reuss et le Tessin en donnent plus qu’il n’en faudra ; sur le versant méridional on pourra en outre utiliser la Tremola ». L’avancement des travaux dépendant avant toute chose de la force motrice hydraulique annoncée à l’entrepreneur qui seule lui assure un aérage suffisant et la force mécanique indispensable. Sa bonne foi a été surprise, il était impossible matériellement à Favre de vérifier les données fournies par la compagnie du Gothard et par les ingénieurs en chef successifs. Pendant les 4 à 5 mois d’hiver, par exemple, les débits d'eau disponibles ne correspondaient qu’à 30 ou 40 % de ce qui avait été stipulé du côté méridional de l’ouvrage.
Après avoir commencé les travaux en 1872 et 1873, l'expérience démontra que les études avaient été très insuffisantes, la Compagnie du Gothard en 1875 fit face à de graves difficultés financières dues aux mauvaises estimations des coûts et des retards, crise due aussi à la chute des actions des compagnies ferroviaires suisses. Elle a dû même suspendre ses constructions en 1876 et diminuer le programme de ses travaux futurs. En passant sous trois directions techniques différentes, sans compter les interrègnes, chacune de ces directions apportant des vues personnelles divergentes des systèmes et des procédés nouveaux. Il faut noter aussi que le peuple zurichois rejeta en 1878 une subvention complémentaire ce qui conduisit Alfred Escher à se retirer de la présidence.
La production quotidienne s’élevait pour l'ensemble des heures de travail à 4,47 mètres de moyenne. Par comparaison, la production journalière est de 18 mètres dans la construction du nouveau tunnel de base du Saint-Gothard. En août 1877, un effectif maximum est atteint, 4 344 personnes, pour la plupart italiennes, travaillent à Göschenen et Airolo, dont 2 359 à Airolo.
Malgré les nouvelles machines, malgré les efforts constants pour assurer le renouvellement de l'air dans le tunnel, il est évident que l'excavation du tunnel est un chantier dangereux. Les accidents étaient nombreux. 199 ouvriers du chantier sont morts pendant la construction. Sur les 171 décès qui sont mentionnés dans la liste des victimes dans les Archives fédérales, 53 travailleurs ont été écrasés lors de déraillements ou pertes de chargement des wagonnets ou par les locomotives, 49 tués par des chutes de pierres, 46 tués par la manipulation ou explosion de dynamite et 23 tués d'autres accidents. L'un d'eux s'est même noyé. La faute, selon le communiqué officiel de chaque accident provenait de la victime elle-même. Cependant, beaucoup plus d'ouvriers sont décédés au cours des années suivantes à la suite des effets dus à la malnutrition, aux maladies et aux blessures qu'ils avaient subies au cours de la construction.

## Monument
Le 1er juin 1932, à l'occasion du cinquantième anniversaire du tunnel, le monument créé par l'artiste tessinois Vincenzo Vela (1820-1891) est officiellement inauguré. Il l'avait créé en 1882 de sa propre initiative et ne reçut aucun paiement. Il est dédié aux victimes les travailleurs du tunnel ferroviaire du Saint-Gothard. Il est à Airolo, proche de la gare.

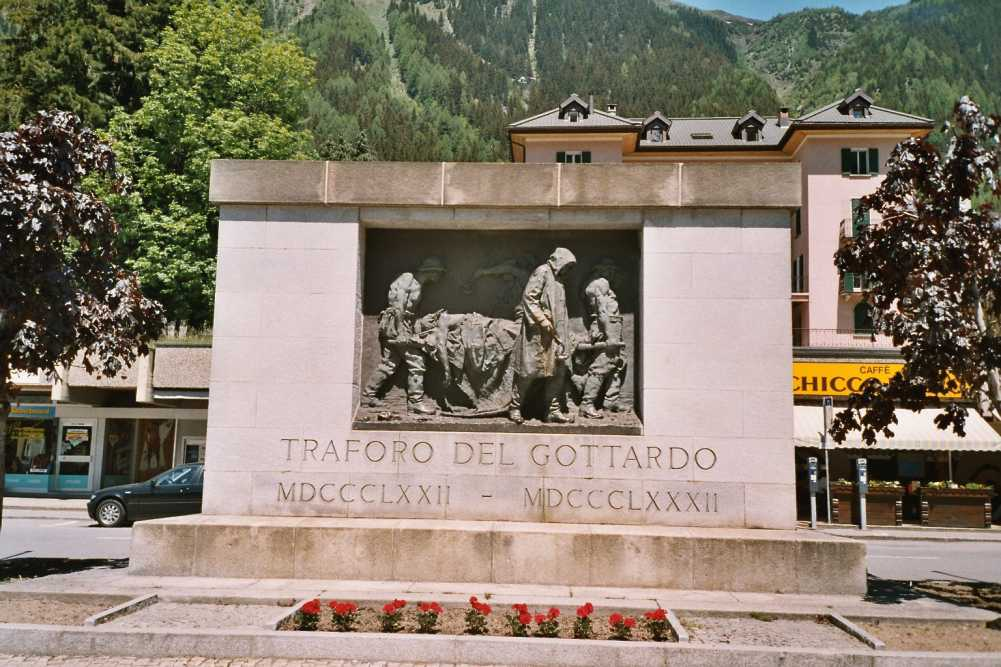
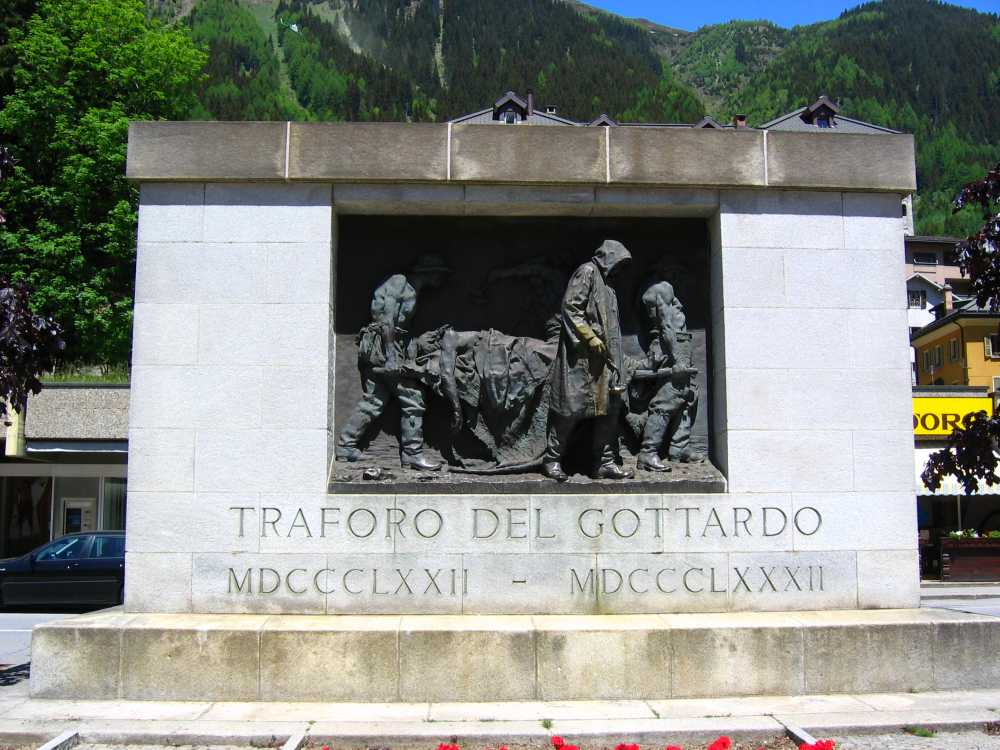

## Locomotives
Quelques locomotives du Gothard :

### Vapeur

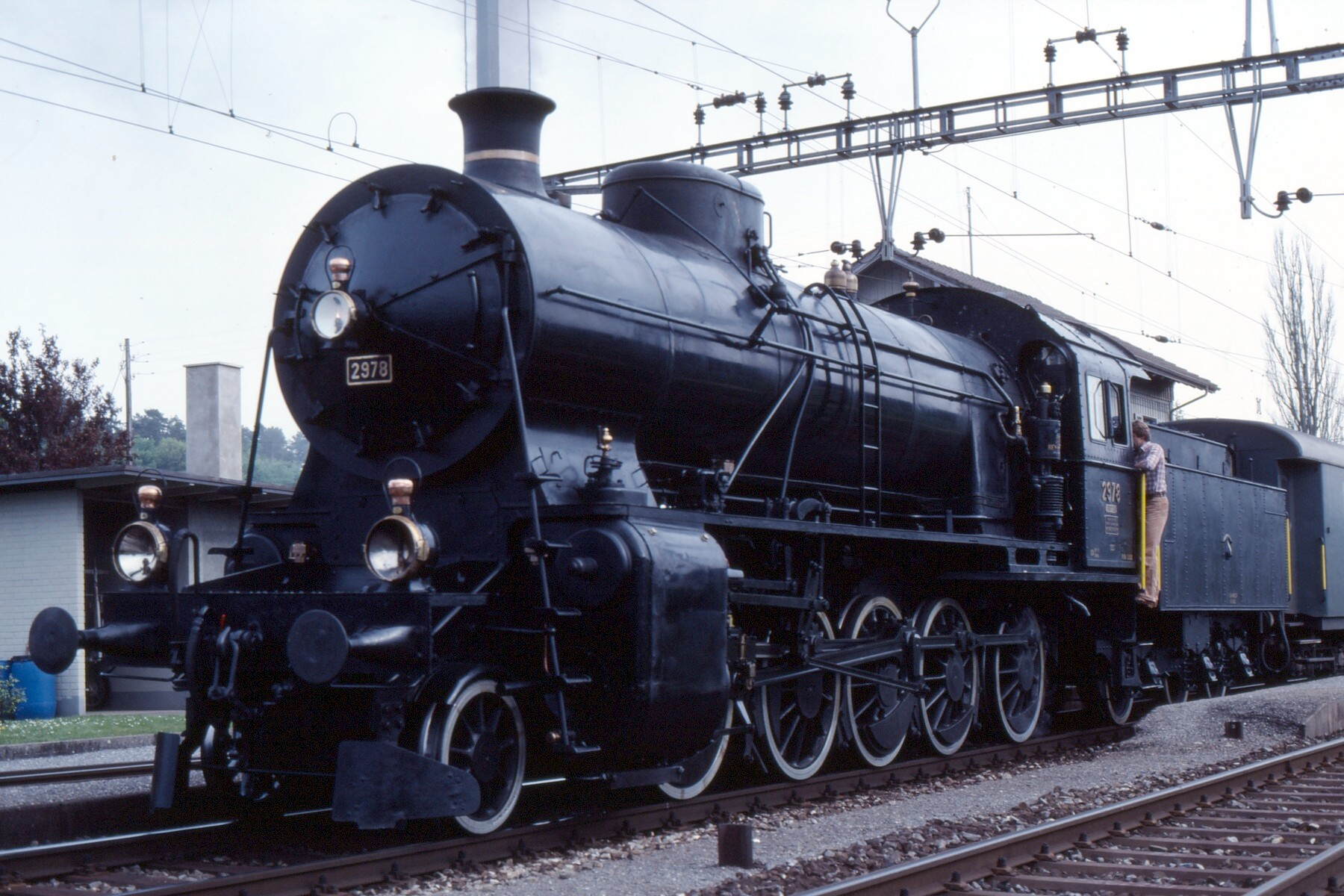
C 5/6.

### Électriques

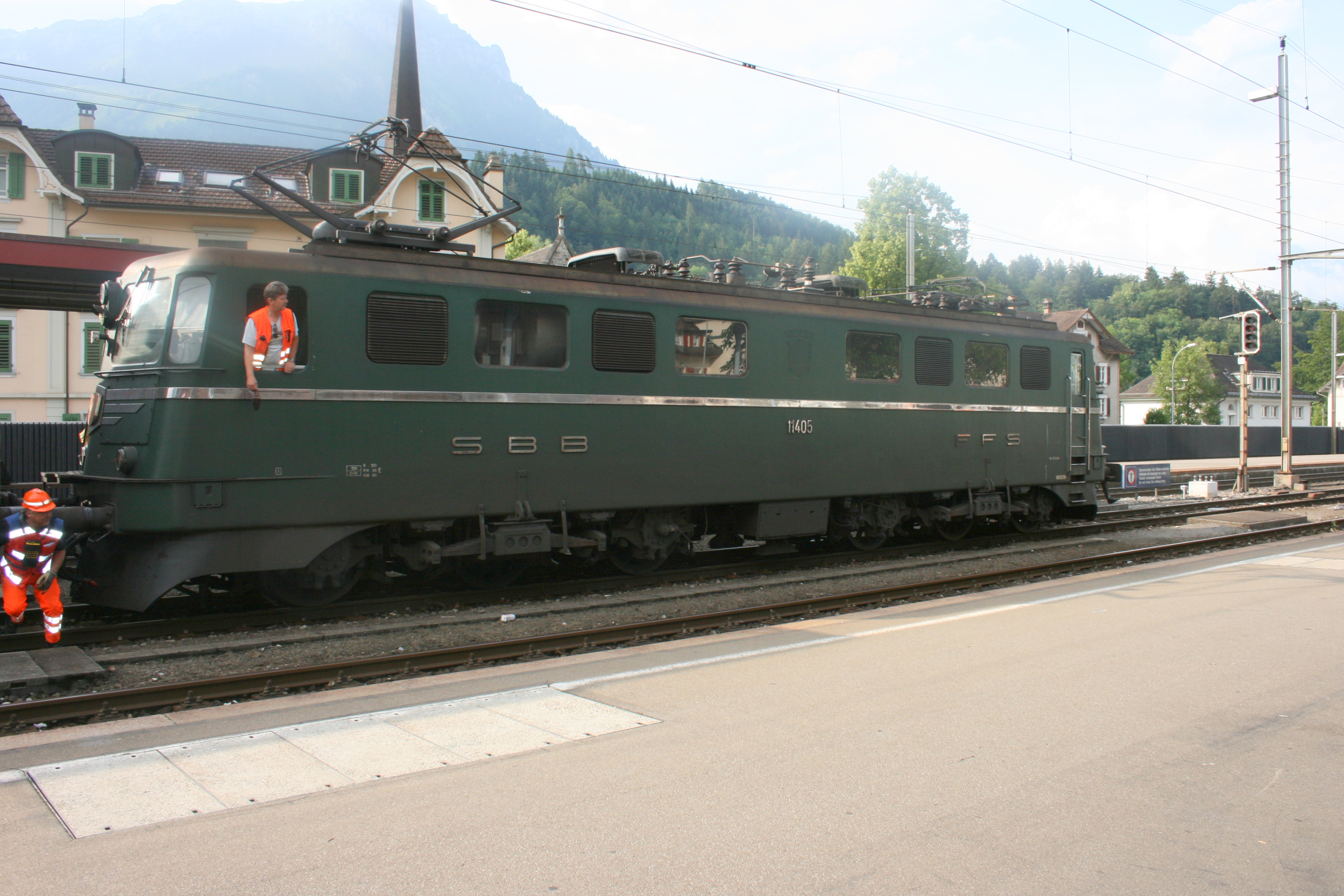
Ae 6/6 11405.

## Traduction
- (de) Cet article est partiellement ou en totalité issu de l’article de Wikipédia en allemand intitulé « Gotthardtunnel » (voir la liste des auteurs).

### Source
- Alberto Cherubini, « Un ouvrage d'apocalypse » et « Plus de 300 Italiens y ont laissé leur peau » (entretien avec Kilian T. Elsasser, historien du Gothard), L'événement syndical, nos 30–31, mercredi 25 juillet 2007, p. 4–5.
- Noémi Poget, « En 1882 le train roule pour la première fois sous le St-Gothard », Le Courrier, 16 mars 2002.